# Nihonogomphus montanus
Nihonogomphus montanus – gatunek ważki z rodziny gadziogłówkowatych (Gomphidae).